# Magellanparakit
Magellanparakit (Enicognathus ferrugineus) är en fågel i familjen västpapegojor inom ordningen papegojfåglar.

## Utbredning och systematik
Magellanparakit delas in i två underarter:
- E. f. minor – förekommer i södra Chile (Colchagua till Aysen) och angränsande Anderna i sydvästra Argentina
- E. f. ferrugineus – förekommer i sydbokskogar längst ner i södra Chile och södra Argentina

## Status
Arten har ett stort utbredningsområde och beståndet anses stabilt. Internationella naturvårdsunionen IUCN listar den därför som livskraftig (LC).

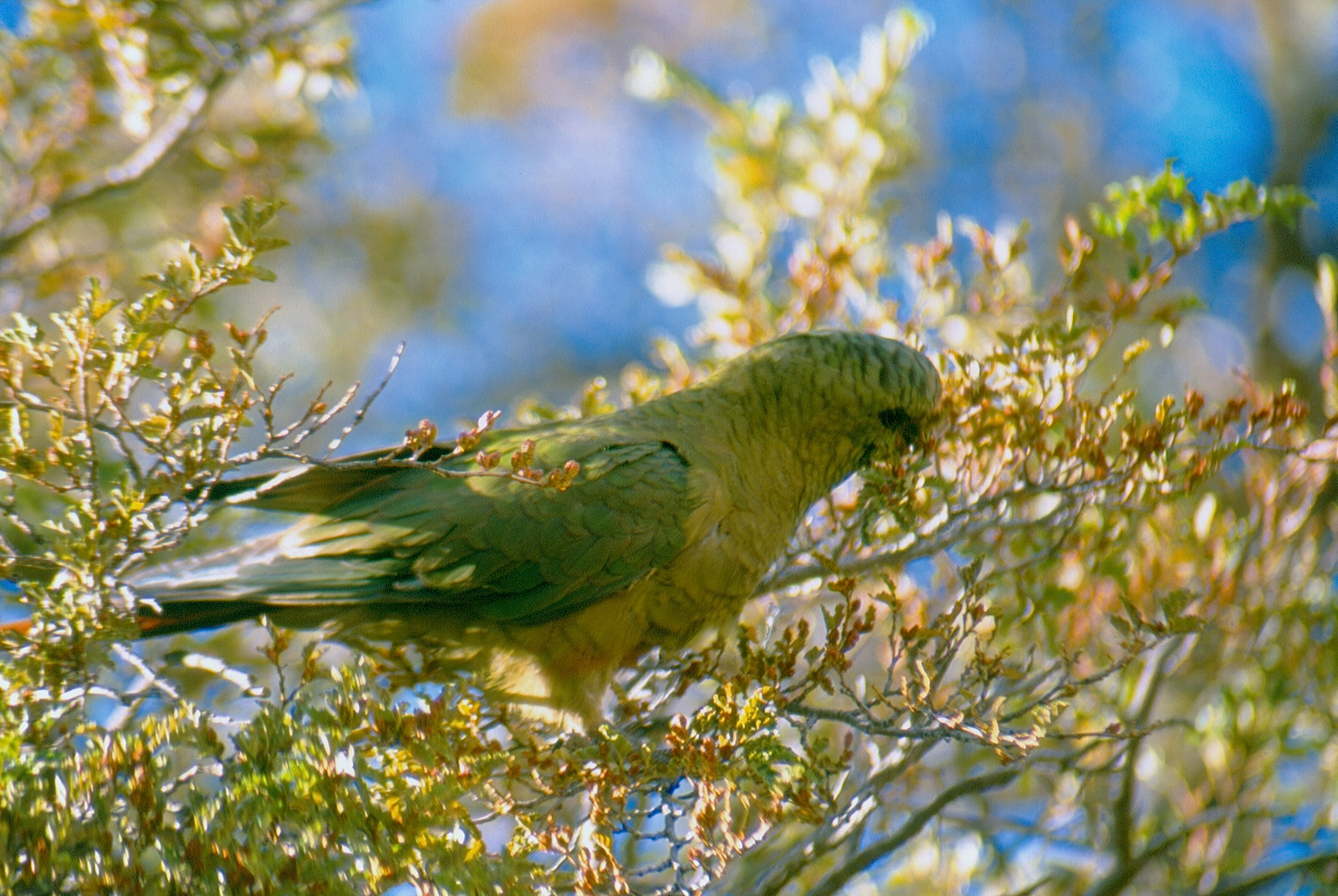
Magellanparakit i Torres del Paine nationalpark i Chile.